# Sumenep (regentschap)
Sumenep (Soemenep) is een regentschap gelegen in de provincie Oost-Java Indonesië. Het oppervlak van dit regentschap is 1.998,5 km² en er zijn 1.071.591 inwoners volgens de volkstelling uit 2014. Het regentschap ligt in de provincie Oost-Java in het oostelijk deel van het eiland Madura. Tot het regentschap behoren ook een groot aantal eilandjes die ten noorden, oosten (Kangean-eilanden) en zuiden van Madura liggen. De westgrens in het regentschap  Pamekasan en het administratieve centrum is de stad  Sumenep.
Aan de oostkant van het stadje Sumenep ligt het stadje Kalianget, het centrum van de zoutindustrie. Aan de kust liggen de zoutpannen; het zout wordt geoogst en verwerkt (d.i. voor transport geschikt gemaakt) in fabrieken in Kalianget.
In Kalianget bevindt zich onder meer een voormalig fort van de VOC, Kalimo'ok. Verder nog een groot aantal overblijfselen uit de koloniale tijd, zoals kerken en voormalige fabrieken.

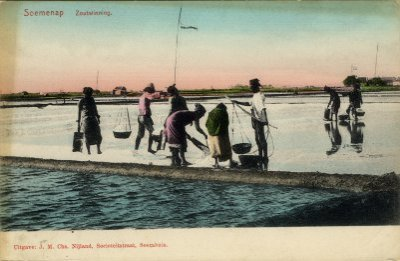
Sumenep zoutpan, rond 1895-1908.

Stadsgemeenten: Batu · Blitar · Kediri · Madiun · Malang · Mojokerto · Probolinggo · Pasuruan · Surabaya

Regentschappen: Banyuwangi · Bangkalan · Blitar · Bojonegoro · Bondowoso · Gresik · Jember · Jombang · Kediri · Lamongan · Lumajang · Madiun · Magetan · Malang · Mojokerto · Nganjuk · Ngawi · Pacitan · Pamekasan · Pasuruan · Ponorogo · Probolinggo · Sampang · Sidoarjo · Situbondo · Sumenep · Trenggalek · Tuban · Tulungagung